# Cloud9
Cloud9 – amerykańska drużyna e-sportowa z siedzibą w Santa Monica założona przez Jacka Etienne’a po kupnie drużyny Quantic Gaming rywalizującej w League of Legends. Cloud9 posiadało wiele dywizji e-sportowych, a lata ich świetności przypadają na 2018 rok, kiedy to wygrywali międzynarodowe Mistrzostwa Świata w Rocket League, w Overwatchu i w Counter-Strike: Global Offensive

## Historia
Cloud9 powstało po tym jak organizacja Quantic Gaming pod koniec 2012 roku popadła w kłopoty finansowe rozwiązując drużynę League of Legends. Zawodnicy początkowo grali pod nazwą Team NomNom, a na początku 2013 roku zmienili nazwę na Cloud9. Następnie zostali ponownie przejęci przez Quantic Gaming, a miesiąc później Jack Etienne wraz z Paullie Etienne wykupili kontrakty zawodników za ok. $20,000 czym oficjalnie potwierdzili utworzenie organizacji Cloud9.
Po sukcesach odniesionych w League of Legends organizacja otwierała kolejne dywizje m.in. w takich grach jak: Dota 2, Hearthstone, Counter-Strike: Global Offensive czy Heroes of the Storm. W 2017 roku Cloud9 ogłosiło nowy skład franczyzowy w Overwatchu, który grał pod nazwą London Spitfire.
W czerwcu 2018 roku C9 podpisało umowę sponsorską z Red Bullem, a ich logo pojawiło się na koszulkach zawodników. Kilka miesięcy później Cloud9 otrzymało dofinansowanie w wysokości $50 mln, które miały być przeznaczone na budowę siedziby i ośrodka szkoleniowego w Los Angeles. Po tych inwestycjach Forbes uznało Cloud9 za najcenniejszą organizację e-sportową wartą $310 mln. Podczas gdy wiele organizacji e-sportowych zmniejszało skalę swoich działań, Cloud9 osiągało międzynarodowe sukcesy w Counter-Strike: Global Offensive, Overwatchu i  Rocket League. Triumfy doprowadziły do przyznania nagrody Shaker of the Year Jackowi Etienne'owi za wpływ i rozwój branży e-sportowej. W 2019 roku Cloud9 wraz z Team SoloMid zostały ogłoszone przez Forbes najcenniejszymi organizacjami na świecie. Ich wartość została wyceniona na $400 mln.
Na początku 2020 roku Cloud9 ogłosiło razem z innymi amerykańskimi organizacjami utworzenie pierwszej profesjonalnej ligi Flashpoint będącej własnością i zarządzanej przez organizacje e-sportowe. W kwietniu Cloud9 ogłosiło nowo powstałą drużynę w Valorancie, natomiast zrezygnowali z drużyn w Rocket League, a w 2021 roku dodatkowo z Counter-Strike: Global Offensive i Tom Clancy's Rainbow Six Siege.
W kwietniu 2022 Cloud9 przejęło skład CS:GO wykluczonej organizacji Gambit Esports.

## Obecne dywizje

### Apex Legends
- Zach "Zachmazer" Mazer
- Paris "StayNaughty" Gouzoulis
- Logan "Knoqd" Layou
- Jamison "PVPX" Moore (trener)[23]

### Halo
- Zane "Pznguin" Hearon
- Kevin "Eco" Smith
- Braedon "StelluR" Boettcher
- Jonathan "Renegade" Willette
- Emanuel "Hoaxer" Lovejoy (trener)[24]

### Valorant
- Mitchell "mitch" Semago
- Nathan "leaf" Orf
- Seonho "xeta" Son
- Anthony "vanity" Malaspina
- Erick "Xeppaa" Bach
- Euteum "Autumn" Yoon (trener)
- James "JamezIRL" Macaulay (trener)[25]

### Super Smash Bros. Melee
- Joseph "Mang0" Marquez[26]

### World of Warcraft
- Adam "Chanimal" Chan
- Marcel "Wealthyman" Rodriguez
- Kelvin "Snutz" Nguyen
- Cameron "Kubzy" MacDonald[27]

### Hearthstone
- Aleksandr "Kolento" Malsh
- Sanghyeon "DDaHyoNi" Baek
- Hyunjae "DawN" Jang
- Hyunsoo "Flurry" Cho
- Jinhyo "Looksam" Kim[28]

### Wild Rift
- Donovan "Zelo" Man
- Julian "Tarzaned" Farokhian
- Zack "Selmaw" Wan
- Alex "Meals" Phan
- Gabriel "Oldskool" Villamariona
- Albert "Nano" Wuelleh (trener)
- Jose "PepeTapia" Tapia (trener)[29]

### Teamfight Tactics
- Michael "k3soju" Zhang
- Dongjae "Portia" Lee[30]

### Fortnite
- Jilani "Avery" Bouajila
- Patrick "BlackoutZ" Garcia
- Igor "drakoNz" Fernandes
- Alex "Fryst" Radziwill-Debarba
- Adam "nosh" King[31]

### League of Legends
- Jonah "Isles" Rosario
- Ibrahim "Fudge" Allami
- Minchul "Berserker" Kim
- Bobby "Blaber" Huang
- Wootae "Summit" Park
- Nick "LS" De Cesare (trener)[32]

### Overwatch
- Daniel "Hadi" Bleinagel
- William "SparkR" Andersson
- Johannes "Shax" Nielsen
- Jamie "Backbone" O'Neill
- Gael "Poko" Gouzerch
- Owen "provide" Warner
- Oliver "Admiral" Vahar
- Christopher "ChrisTFer" Graham (trener)[33]

### Counter-Strike: Global Offensive
- Vladislav „nafany” Gorshkov
- Dmitry „sh1ro” Sokolov
- Timofey „interz” Yakushin
- Sergey „Ax1Le” Rykhtorov
- Abay „HObbit” Khasenov
- Konstantin „groove” Pikiner (trener)''[34]

## Mistrzowskie składy

### League of Legends
NA LCS Summer 2013

 NA LCS Summer 2014
- An "Balls" Van
- William "Meteos" Hartman
- Hai "Hai" Du
- Zachary "Sneaky" Scuderi
- Daerek "LemonNation" Hart

### Rocket League
Rocket League Championship Series Season 6 2018
- Mariano "SquishyMuffinz" Arruda
- Kyle "Torment" Storer
- Jesus "gimmick" Parra
- Kais "Sadjunior" Zehri

### Overwatch
Overwatch League Grand Finals 2018
- Ji-hyeok "birdring" Kim
- Dong-eun "Hooreg" Lee
- Seung-hyun "WooHyaL" Sung
- Jang-hyeon "TiZi" Hwang
- Won-sik "Closer" Jung
- Jong-seok "NUS" Kim
- Joon-yeong "Profit" Park
- Jun-ho "Fury" Kim
- Jae-hee "Gesture" Hong
- Hyeon-woo "HaGoPeun" Jo
- Seung-tae "Bdosin" Choi
- Chang-geun "changgoon" Park (trener)
- Jeong-min "Jfeel" Kim (trener)
- Cheol-yong "Agape" Hongy (trener)

### Counter-Strike: Global Offensive
Eleague Major: Boston 2018
- Tyler "Skadoodle" Latham
- Jacky "Stewie2K" Yip
- Timothy "autimatic" Ta
- William "RUSH" Wierzba
- Tarik "tarik" Celik
- Soham "valens" Chowdhury (trener)